# Паулин Двор
Паулин Двор је насељено мјесто у општини Шодоловци, у источној Славонији, Република Хрватска.

## Назив
Насеље носи назив Паулин Двор од 1900. године, а од 1910. до 1961. се називало Павлин Двор. До 1948. је било део насеља, а од 1953. представља самостално насеље.

## Историја
Током рата у Хрватској, у Паулином Двору припадници 130. бригаде Хрватске војске су са више непознатих починилаца ноћу 11. децембра 1991. аутоматским пушкама и ручним бомбама убили 18 цивила (17 Срба и једног Мађара). Међу убијенима је било 8 жена, а били су стари између 41 и 85 година. Након завршетка рата, 1997. године, у покушају да се сакрију трагови, њихова тела су премештена у село Ризвануша на подручју Лике, удаљено око 500 km од Паулин Двора.
До територијалне реорганизације у Хрватској насеље се налазило у саставу бивше општине Осијек.

## Становништво
Насеље је према попису становништва из 2011. године имало 76 становника.
| Националност       | 1991.        |
| Срби               | 147 (87,50%) |
| Југословени        | 9 (5,35%)    |
| Хрвати             | 4 (2,38%)    |
| Мађари             | 1 (0,59%)    |
| остали и непознато | 7 (4,16%)    |
| Укупно             | 168 (100%)   |

| Демографија | Демографија | Демографија |
| Година      | Становника  | Становника  |
| ----------- | ----------- | ----------- |
| 1857.       | 0           |             |
| 1869.       | 0           |             |
| 1880.       | 0           |             |
| 1890.       | 0           |             |
| 1900.       | 89          |             |
| 1910.       | 80          |             |
| 1921.       | 182         |             |
| 1931.       | 295         |             |
| 1948.       | 481         |             |
| 1953.       | 409         |             |
| 1961.       | 416         |             |
| 1971.       | 206         |             |
| 1981.       | 177         |             |
| 1991.       | 168         |             |
| 2001.       | 55          |             |
| 2011.       |             | 76          |